# Rombly
Rombly é uma comuna francesa na região administrativa de Altos da França, no departamento de Pas-de-Calais. Estende-se por uma área de 1,15 km². Em 2010 a comuna tinha 47 habitantes (densidade: 40,9 hab./km²).
Rombly est situé à environ 18 km au nord-ouest de Béthune et à 50 km à l'ouest de Lille, sur la route D186.